# Otto Illies
Otto Illies, né le 25 janvier 1881 à Yokohama au Japon et mort le 22 février 1959 à Wernigerode, est un peintre et graveur allemand. 

## Biographie
Otto Illies naît le 25 janvier 1881 à Yokohama au Japon. Il est le fils du marchand Carl Illies et le cousin du peintre Arthur Illies. Otto passe une partie de son enfance dans ce pays. Le reste de son enfance, il vit à Blankenese puis plus tard dans le Schleswig-Holstein à la campagne. En 1898-1899 il reçoit des leçons de peinture de Georg Burmester à Kiel et en 1900/1901 d'Ernst Eitner à Hambourg. À partir de 1901, il étudie l'histoire à l'université de Munich et fréquente l'école spécialisée de Heinrich Knirr.
De 1903 à 1908, Otto Illies est élève de la classe de Ludwig von Hofmann à l'école des beaux-arts de Weimar. Il est ami avec ses camarades de classe Ivo Hauptmann (de), Hans Delbrück, Arnold Dahlke, Rudolf Siegmund, Erwin Vollmer, Herbert von Treskow, Georg Gerken, Willy Preetorius et Muckel Schlittgen ainsi qu'avec Carl Lambrecht (de). Plus tard, il devient également un ami proche de Ludwig von Hoffmann (on trouve une correspondance abondante dans les archives de Ludwig von Hofmann à Zurich). À Weimar, Illies découvre le néo-impressionnisme, qu'il utilise de manière intensive et durable, mais dont finalement il se détourne.
De 1908 à 1911, il dirige une communauté d'ateliers avec Hans Delbrück à Berlin. En 1908, il participe à l'exposition de la Berliner Secession.
Ses parents meurts en 1910. En 1911, Illies construit, d'après les plans de Walther Baedeker, une villa sur le Falkenstein avec la fortune qu'il hérite. Il y installe l'atelier dans l'aile nord. En 1920, il devient membre de la Hamburgische Künstlerschaft (de) et en 1922 de l'association des artistes de Hambourg de 1832 (de), puis en 1924 il s'installe à Wernigerode.
Il meurt le 22 février 1959 dans cette ville.
Illies devient connu principalement comme peintre paysagiste. Les arbres jouent un rôle particulier dans ses peintures, spécialement les arbres fruitiers, ainsi que les carrières, les rochers et les galeries de mines (dites Pinge (en)). Illies accomplit également de grandes choses en tant que peintre d'intérieur et surtout en tant que peintre de fleurs.
À l'occasion du 50e anniversaire de sa mort, le Gleimhaus (en) de Halberstadt, qui conserve une grande partie de son héritage artistique et littéraire, organise une rétrospective de ses œuvres.

## Œuvres (sélection)

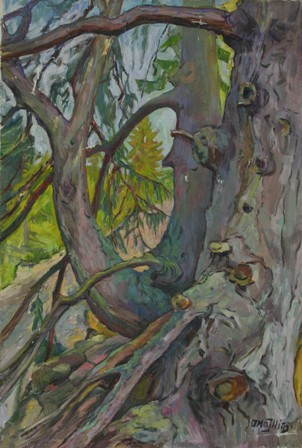
Baumwurzel.

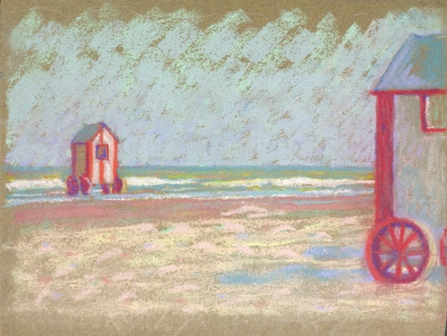
Knocke.

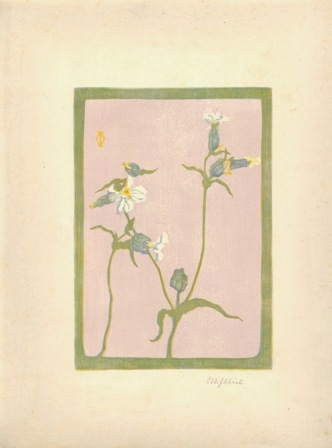
Lichtnelke, 1907, linogravure.

### Peintures à l'huile
- Abend an der Elbe (1900)
- Blick von Falkenstein auf die Elbe (1900)
- Teetassen-Stilleben, vers 1905, Gleimhaus Halberstadt
- Landstraße bei Saalborn, vers 1905, Hamburger Kunsthandel
- Inneres einer Räucherkate im Alstertal, vers 1906, Hamburger Kunsthandel
- Holsteiner Obstgarten (Möltenort), 1906, Privatbesitz Sierksdorf
- Obstbaum, um 1907, Gleimhaus Halberstadt
- Am Falkenstein (1910)
- Strandlandschaft, 1909/10, Gleimhaus Halberstadt
- Steinbruch bei Saalborn, 1911, Kulturhistorisches Museum Magdeburg
- Föhn (Wamberg), vers 1912, Gleimhaus Halberstadt
- Kalter Tag (Wamberg), vers 1912, Privatbesitz Göttingen
- Kalter Tag (um 1913), Göttinger Privatbesitz
- Hasental bei Garmisch-Partenkirchen, vers 1914, Gleimhaus Halberstadt
- Kachelofen, um 1915, Hamburger Kunsthalle
- Speisesaal in der Villa des Künstlers am Falkenstein, vers 1920, Gleimhaus Halberstadt
- Baumwurzel (1925/50), Gleimhaus Halberstadt
- Harzer Pinge, 1926, Privatbesitz Magdeburg
- Waldpartie bei Wernigerode, vers 1930, Harzmuseum Wernigerode
- Wurzel, vers 1930, Harzmuseum Wernigerode
- Alpenwald, vers 1930, Stiftung Dome und Schlösser Sachsen-Anhalt
- Autoportrait, vers 1912, Gleimhaus, Halberstadt

Undatiert: 
- Waldpartie in Wohldorf-Ohlstedt
- Liegender Mädchenakt

### Pastel
- Knocke-sur-Mer (vers 1910), Gleimhaus Halberstadt

### Gravures sur bois et linogravures
- Lichtnelke (linogravure, 1907)
- Falkenstein (gravure sur bois, vers 1927)
- Falkenstein (gravure sur bois, 1930)
- Landschaft (gravure sur bois, 1930)
- Hofgebäude mit Baum (gravure sur bois, 1930)
- Arnika (linogravure bicolore, vers 1930)
- Wellen und Wolken (gravure sur bois, 1932)
- [Ohne Titel] (linogravure bicolore, 1932)